# Bartolomé Esteban Murillo

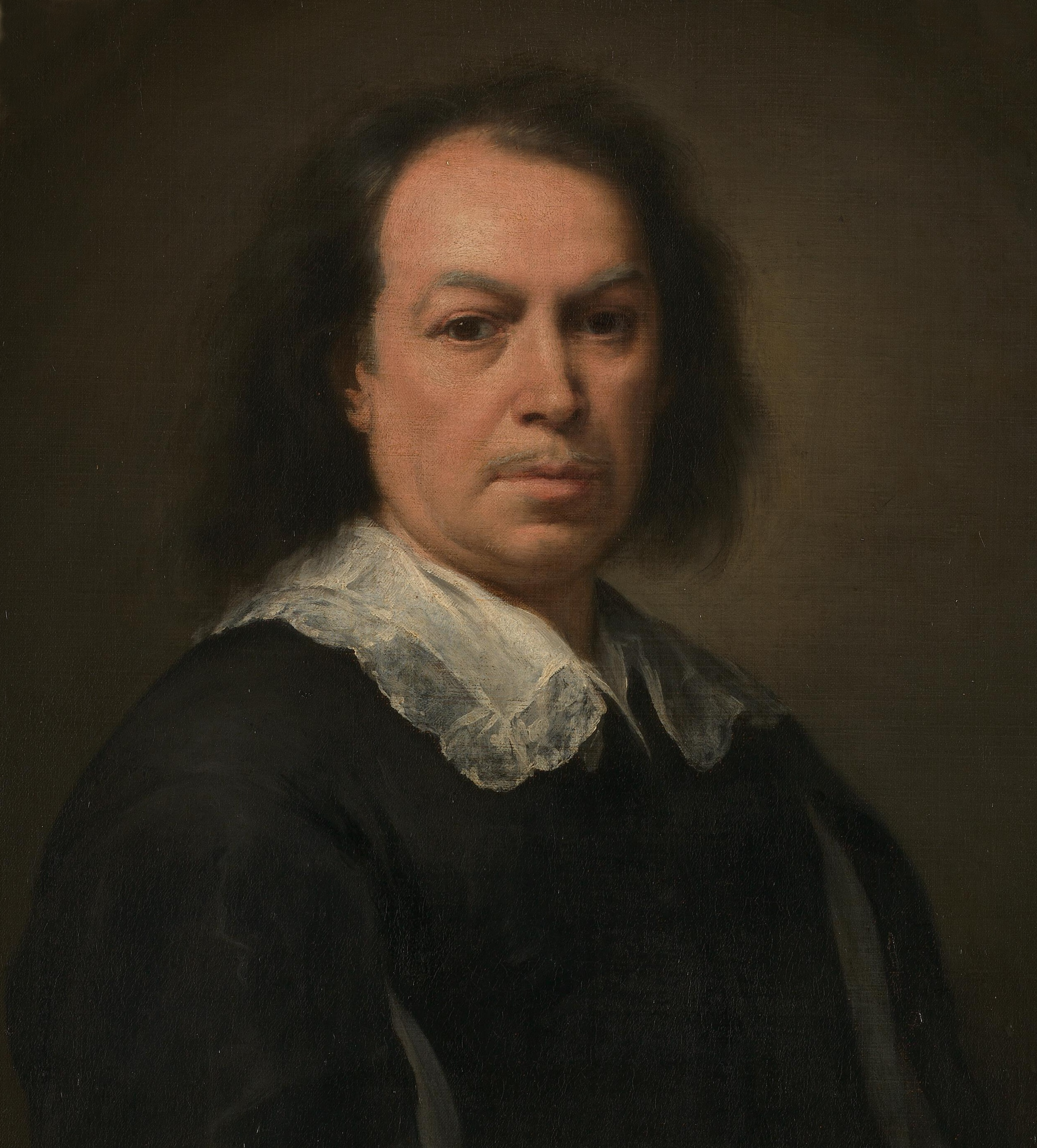
Önarcképe

Bartolomé Esteban Murillo (Sevilla, 1618. január 1. – Cádiz, 1682. április 3.) spanyol festő, a spanyol barokk festészet kiemelkedő alakja.

## Életpályája
Tizennégygyermekes család utolsó fiaként született. Édesapja Gaspar Esteban borbély, édesanyja María Pérez Murillo volt, az ő családnevét használta később művei aláírásakor. Mivel szülei halálakor még csak 10 éves volt, egyik nővére, Ana nevelte fel, akinek férje szintén borbély volt, Juan Agustín de Lagaresnek hívták, és a fiatal Murillo is nagyon jó kapcsolatban volt vele.
Tanulmányait Juan Castillo műtermében kezdte meg, aki akkoriban elismert művész volt Sevillában. Öt évet töltött el itt, ahol ebben az időben – többek között – a granadai születésű festő, Alonso Cano is tanult.
Már tizennégy évesen kisebb képeket festett, illetve vallási témájú rajzokat készített, hogy némi pénzt adhasson haza. 22 éves korában egy kis festőműtermet hozott létre, képeit vásárokon adta el, de annak ellenére, hogy vásároltak tőle az emberek, nem szünt meg benne a vágy, hogy igazi művésszé váljon. Olyannyira nem, hogy miután megismerte Van Dyck képei másolatait, még inkább tökéletesíteni akarta saját festészetét. Annak ellenére, hogy nem tudunk róla, hogy külföldön járt volna, jól ismerte a flamand festészetet is, többek között annak köszönhetően, hogy Sevilla fontos kereskedelmi központ volt. Mindazonáltal arra az elhatározásra jutott, hogy elhagyja egy időre szülővárosát. A nehézség csak a szükséges pénz megszerzésében állt. Murillo vásárolt egy vég vásznat, feldarabolta, majd mindegyik darabra festett egy képet. Ezeket a képeket azután eladta egy kereskedőnek, aki Ázsiába és Amerikába hajózott velük.
1642-ben, 26 éves korában Madridba költözött, ahol Velázquez tanítványa lett, aki megnyitotta számára a madridi és toledói királyi paloták, és a Monasterio del Escorial kapuit, ahol megcsodálhatta és lemásolhatta a legkülönbözőbb mesterek festményeit is, ezáltal tökéletesítve saját művészetét.
Első művein még érződik Francesco de Zurbarán, Jusepe de Ribera, Alonso Cano, Rubens, Tiziano és Velázquez hatása.
1645-ben tért vissza Sevillába. Ebben az évben tizenhárom vásznat festett a sevillai San Francisco el Grande kolostor részére, ami meghozta neki a megérdemelt elismerést. Ekkor vette feleségül Beatriz Cabrerát is, akinek tőle később kilenc gyermeke született.
Befejezett még néhány képet a sevillai katedrális számára, majd ezután már arra a két témára koncentrált, ami később a legnagyobb elismerést hozta meg számára: ezek Szűz Mária a gyermek Jézussal és a szeplőtelen fogantatás voltak.
1658 és 1660 között újból Madridban alkotott. 1660-ban részt vesz az Academia de Pintura megalapításában, aminek az irányítását Francisco Herrera el Mozo építésszel közösen végezte. Ez volt a legtermékenyebb időszaka, és ekkor kapta a legjelentősebb megbízásokat, többek között a Monasterio de San Agustín oltárképének az elkészítésére, a Santa María la Blanca számára készített képekre, amelyeket 1665-ben fejezett be, a sevillai Iglesia del Convento de Capuchinos főoltárának az oltárképére és az oldalkápolnák képeinek az elkészítésére, ami az egyik legjelentősebb alkotása.
Jóllehet vallási témájú munkái ismertebbek, Murillo jelentős számban festett korabeli asszonyokat és gyermekeket ábrázoló képeket is.

## Galéria

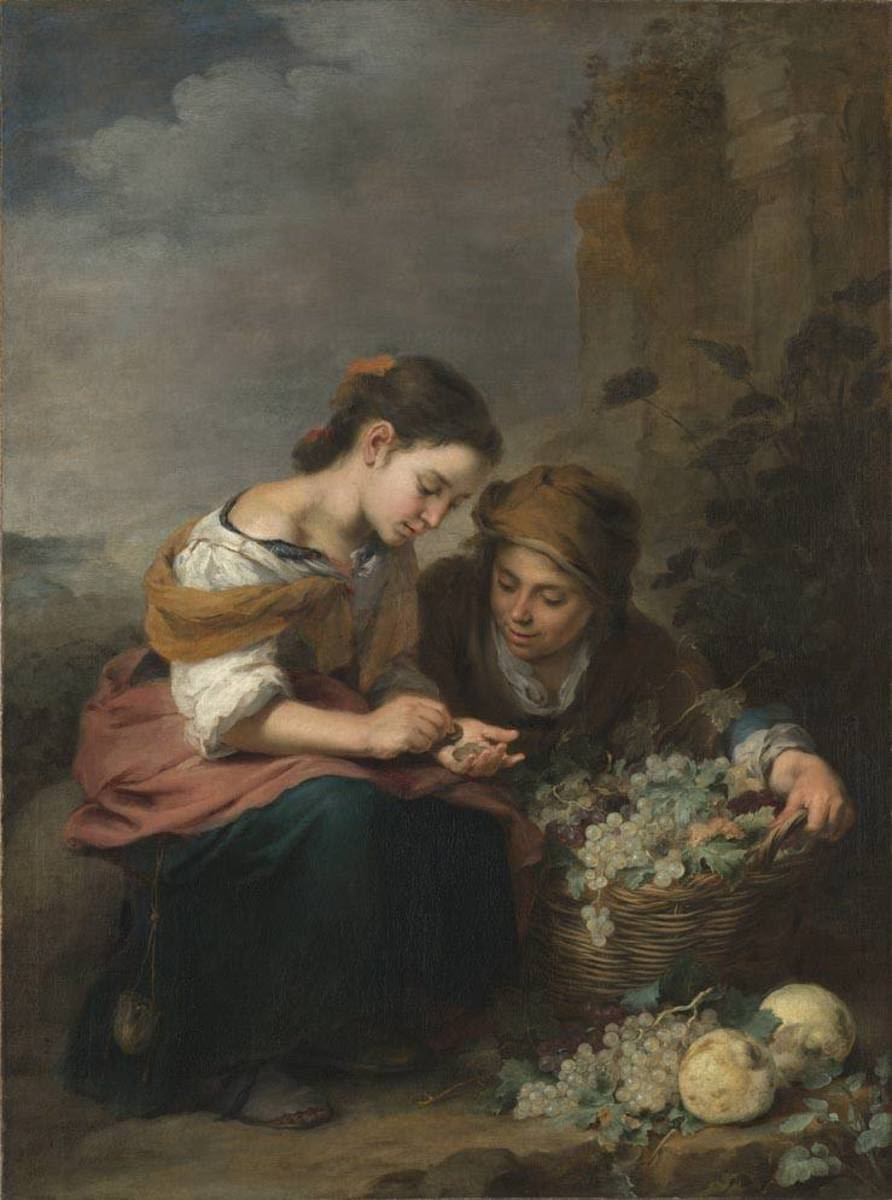
Szüretelők (1670)
Lányok az ablakban
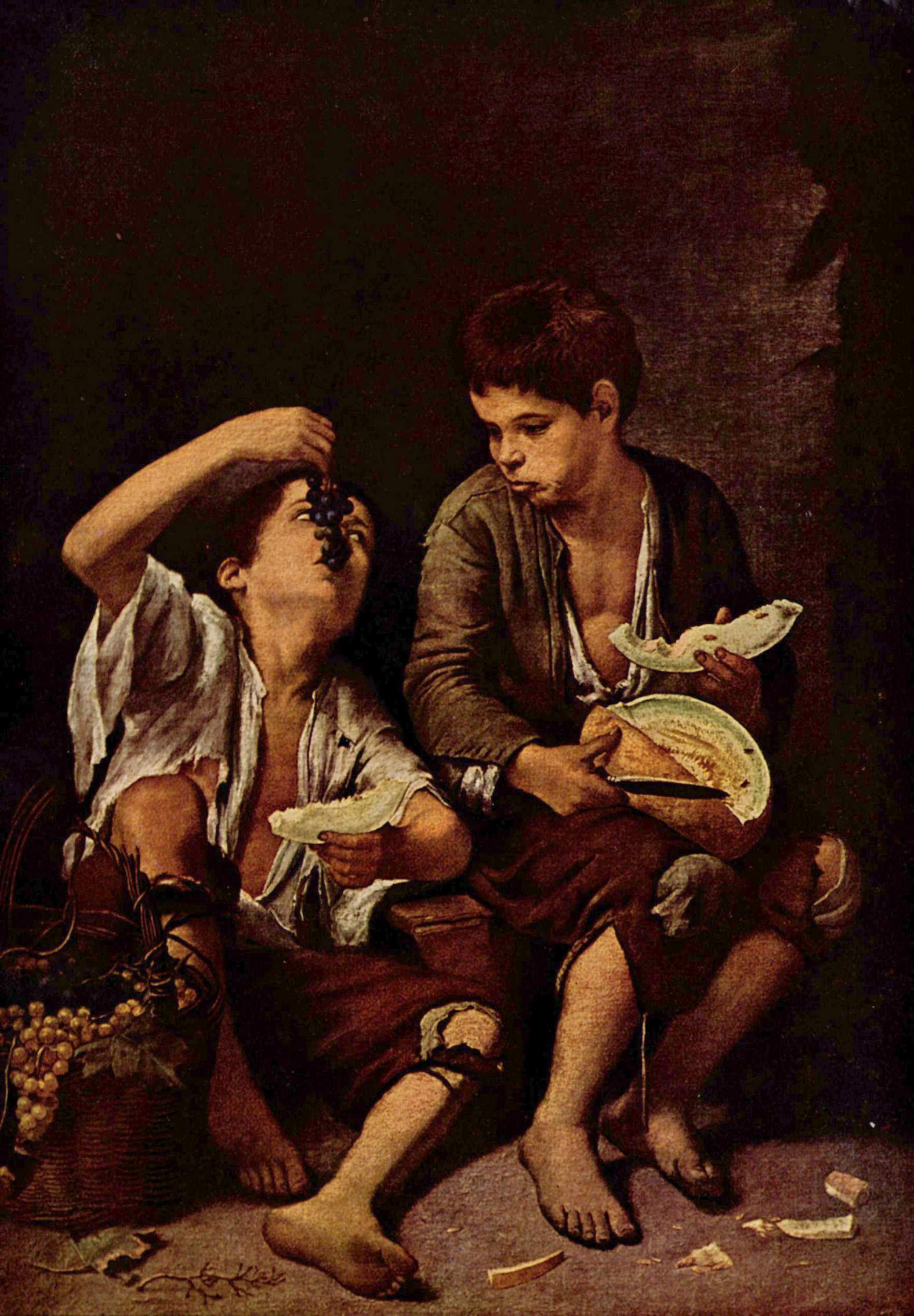
Dinnyét és szőlőt evő fiúk, Alte Pinakothek.
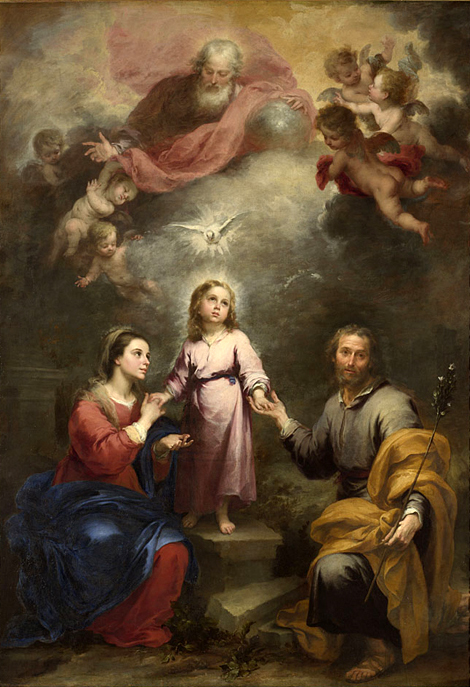
Két Szentháromság
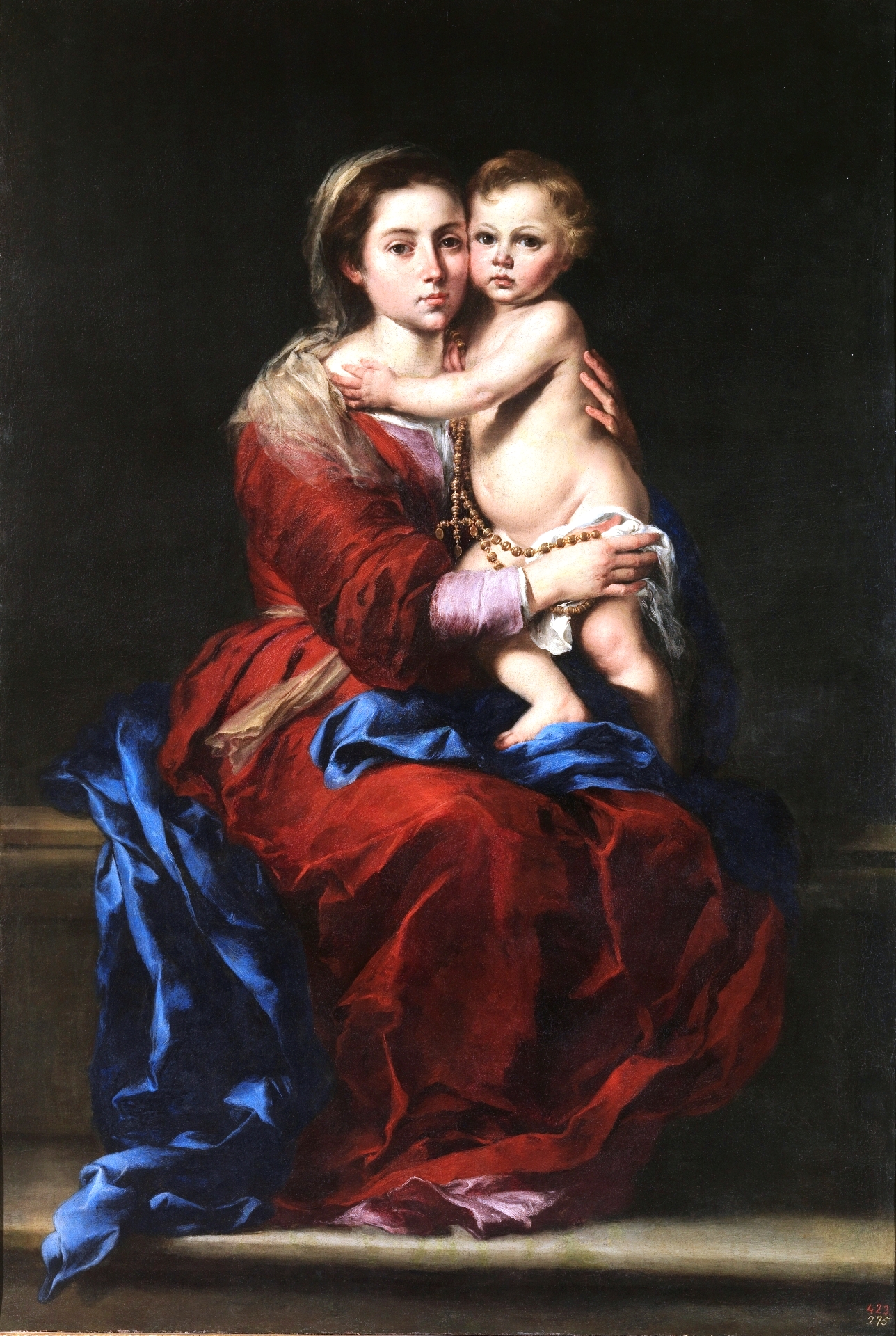
Rózsafüzér Királynője a Gyermekkel
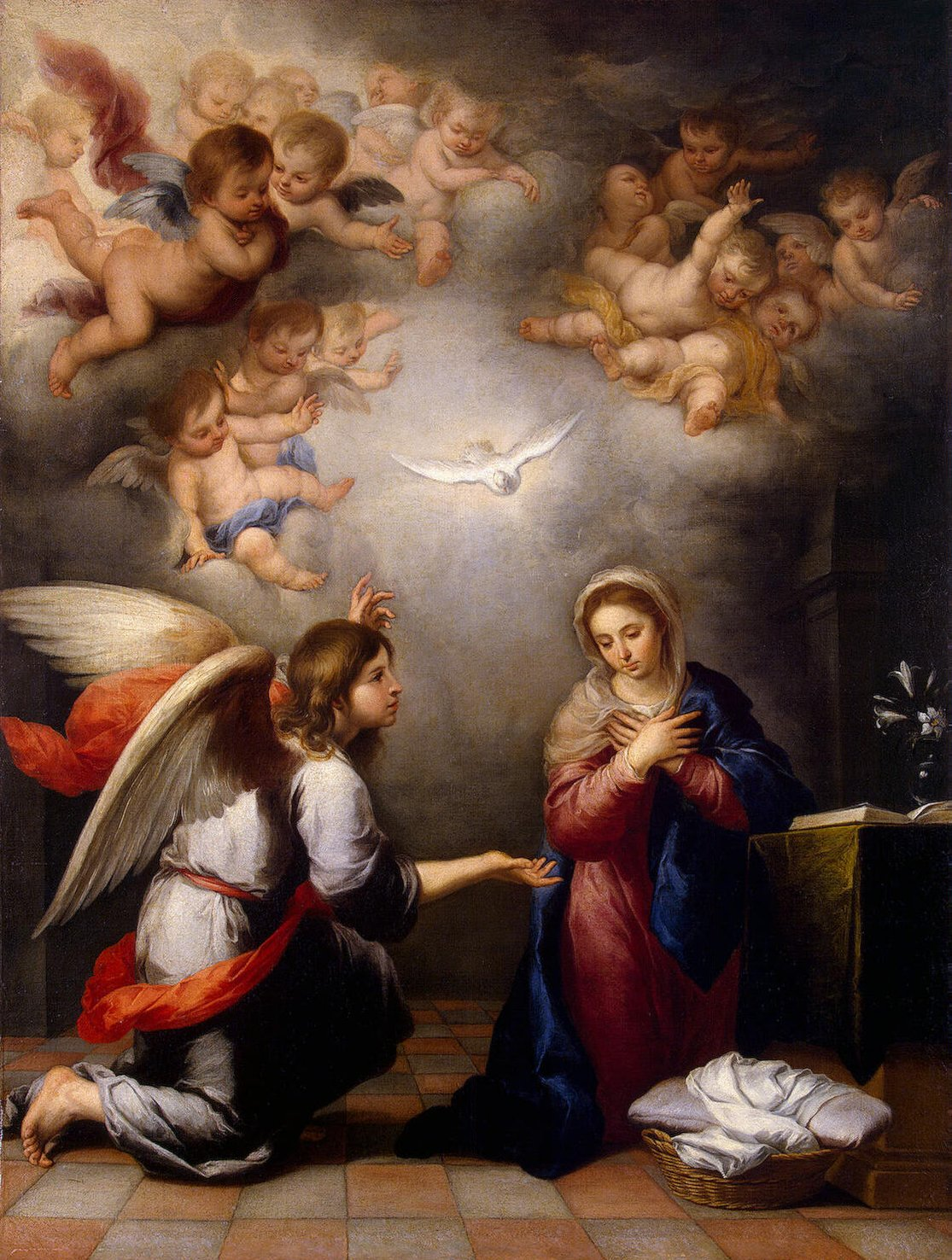
Angyali üdvözlet
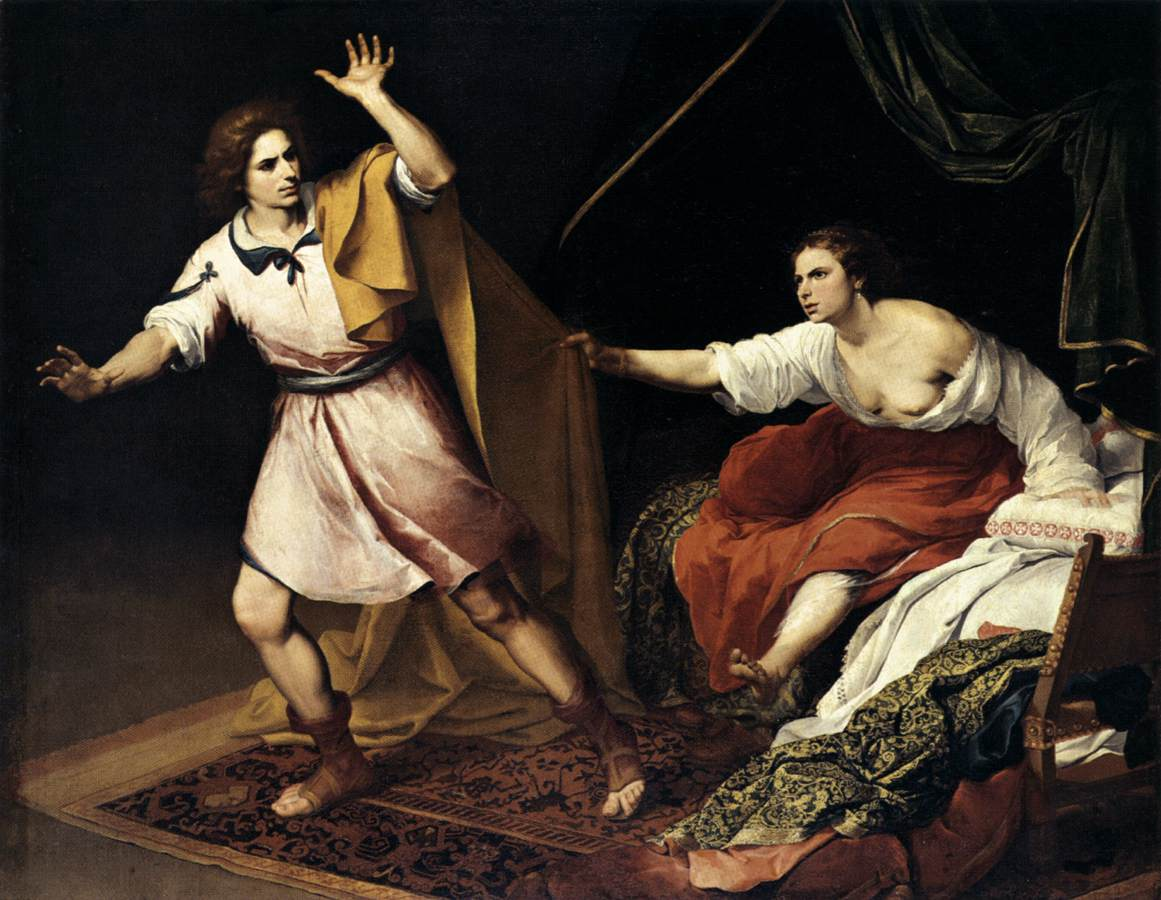
József és Putifárné
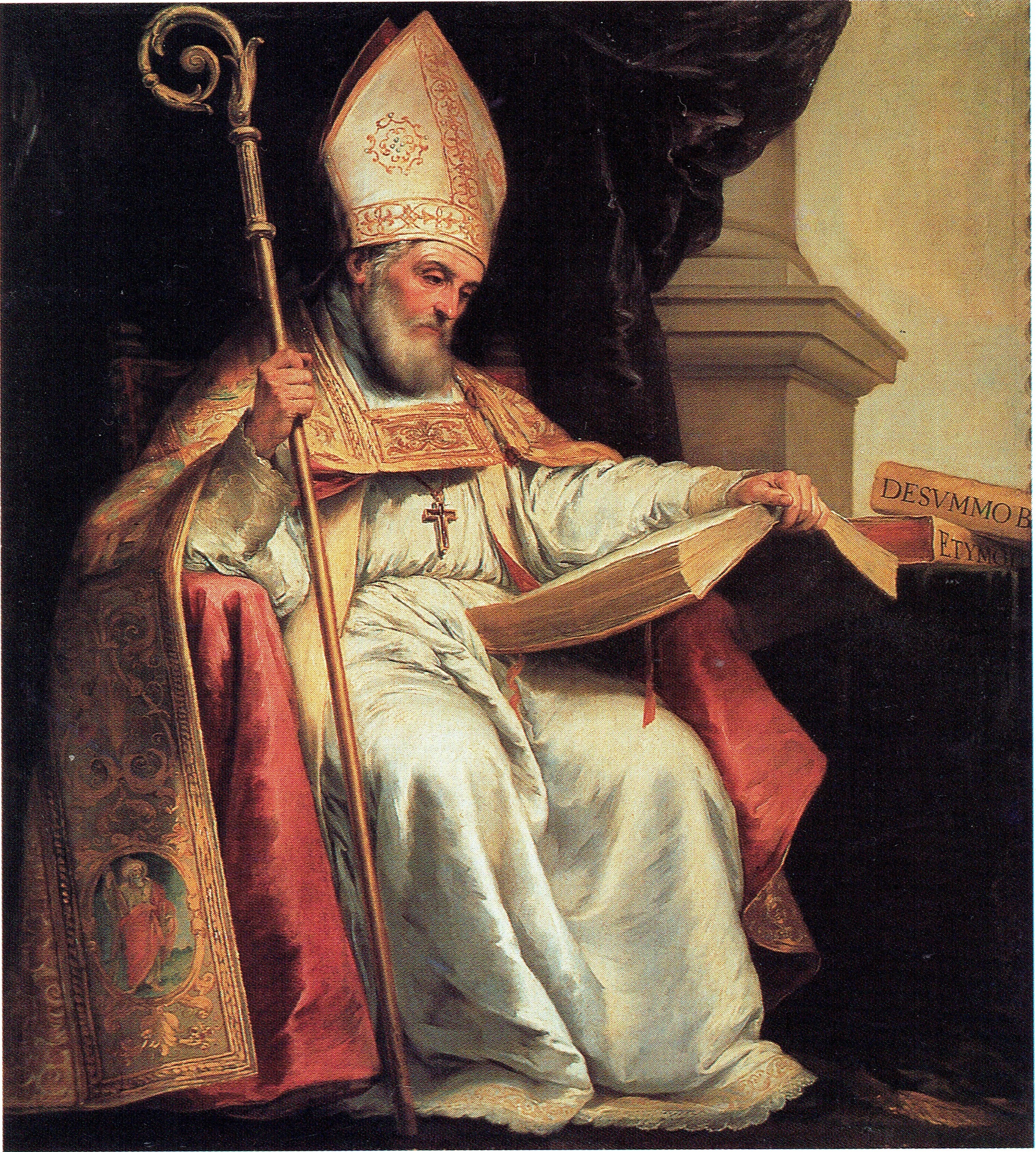
Sevillai Szent Izidor sevillai székesegyház
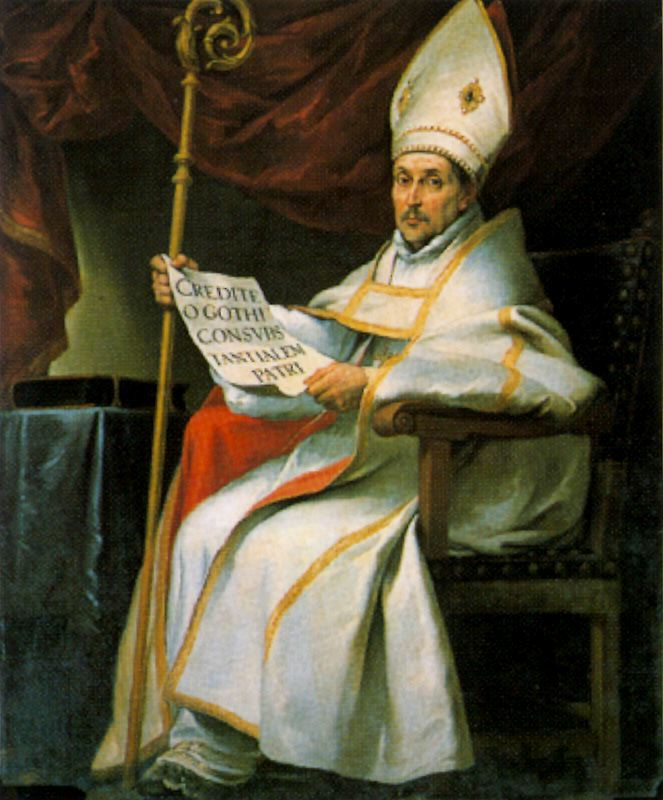
Szent Lénárd sevillai székesegyház
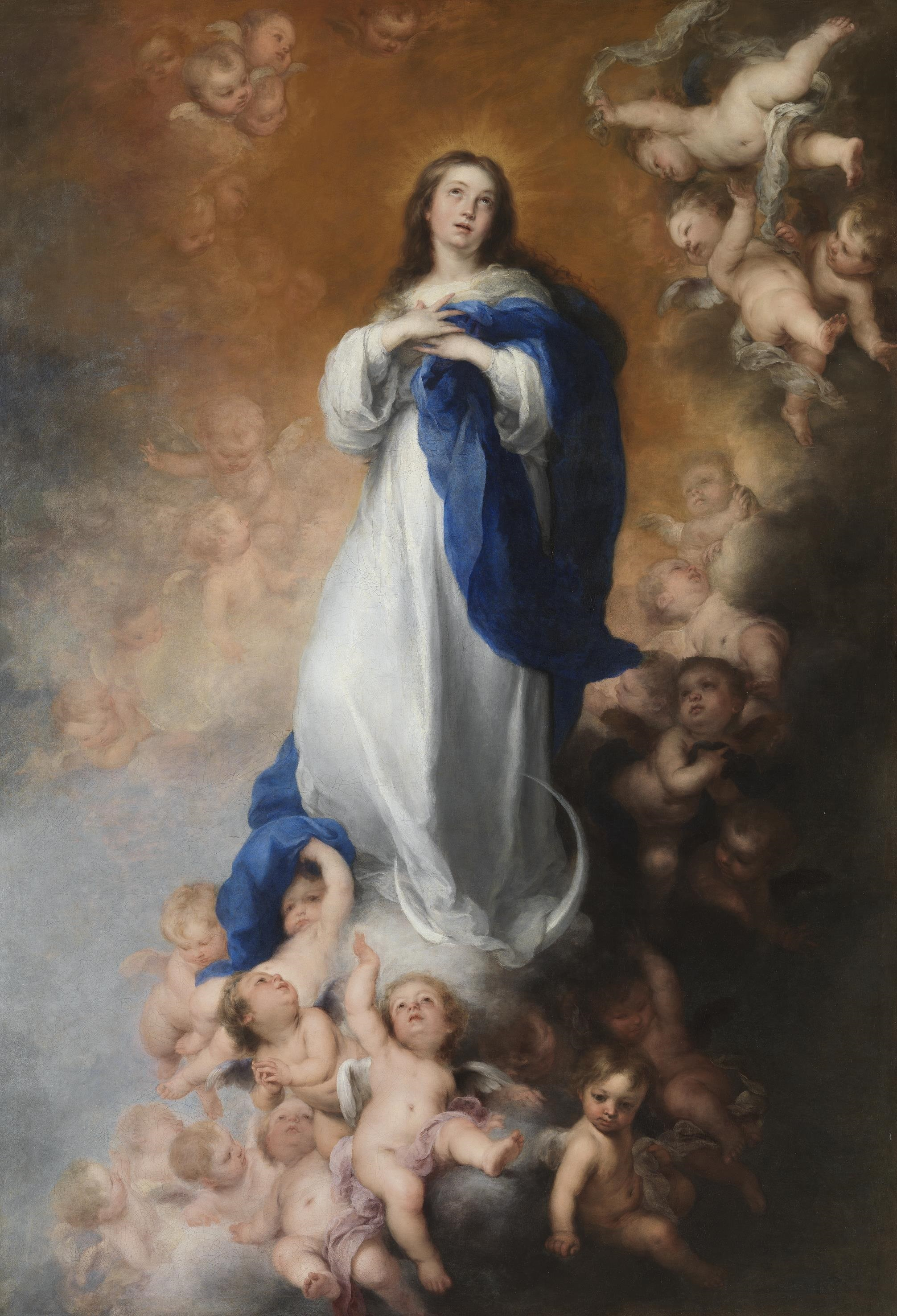
Soulti Szeplőtelen Fogantatás
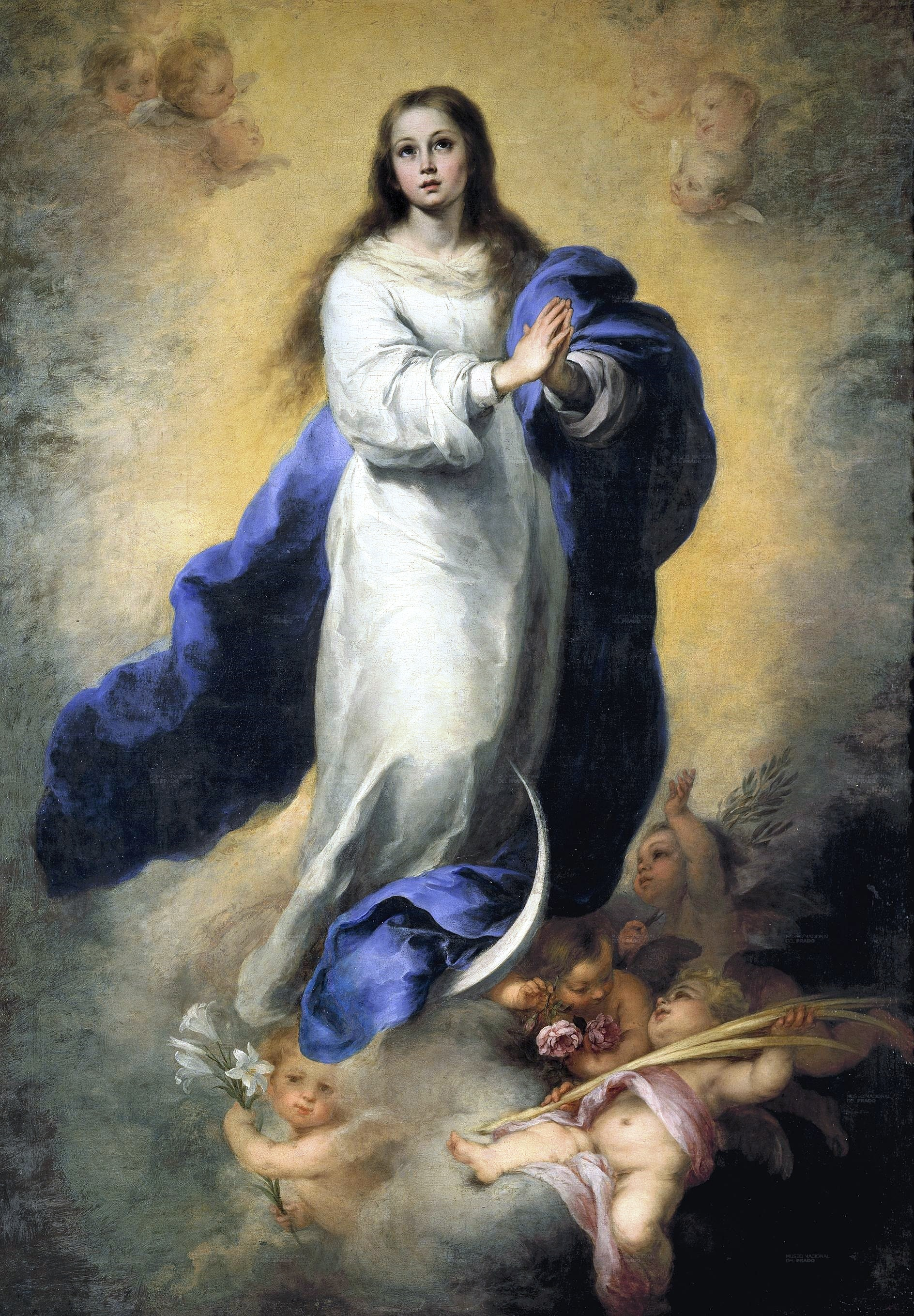
Szeplőtelen fogantatás, Museo del Prado
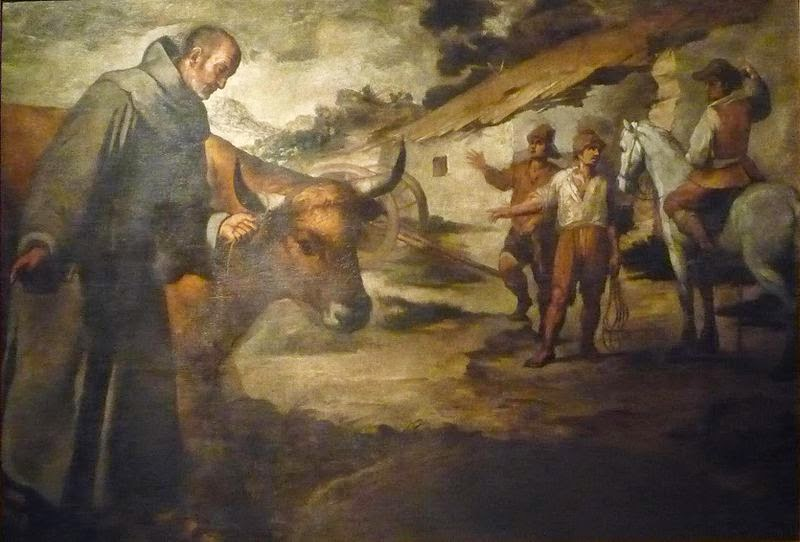
Szent Ferenc, Alcazar, Sevilla
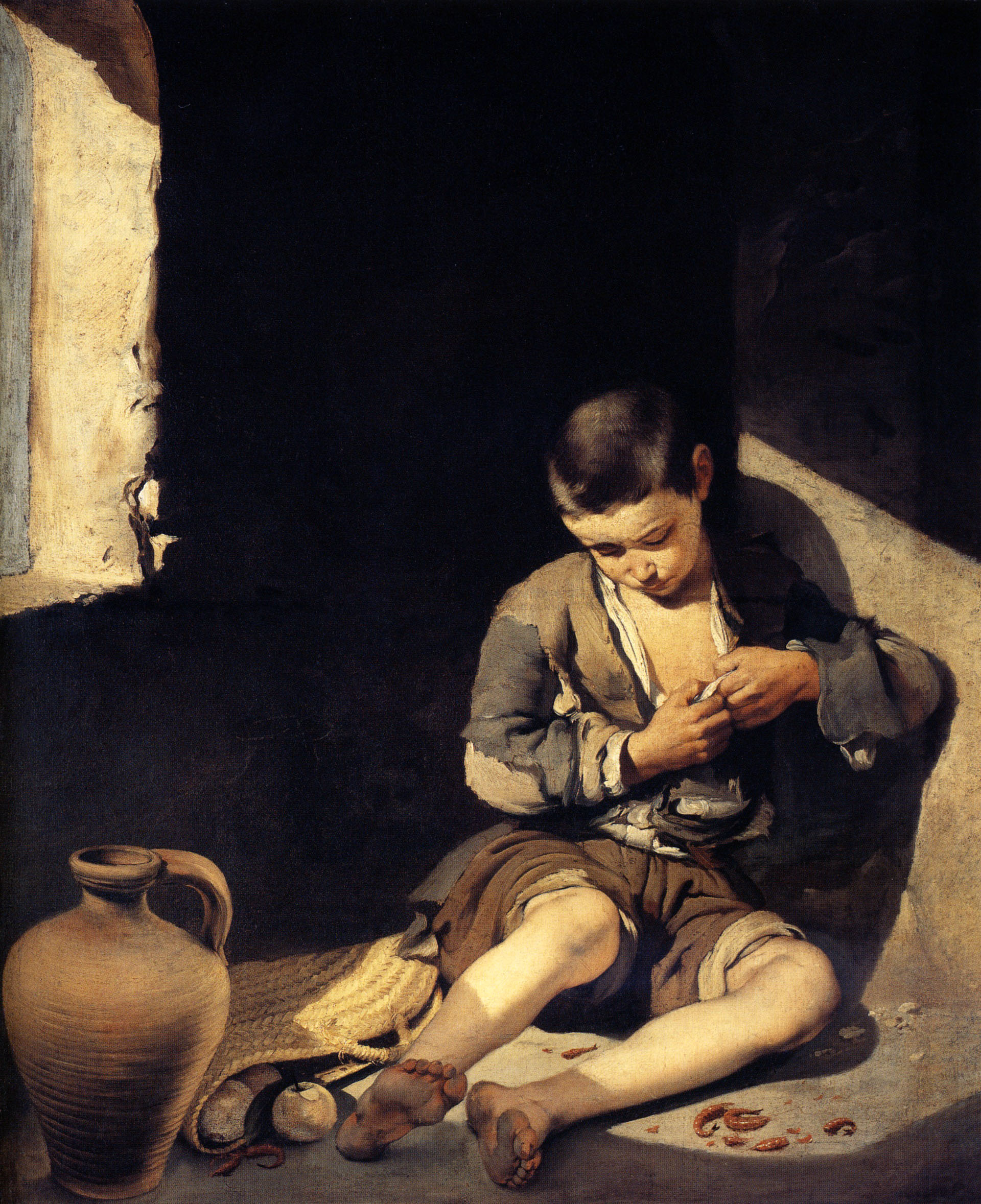
Fiatal koldus